# Zádor megállóhely
Zádor megállóhely egy Baranya vármegyei megállóhely, melyet a MÁV üzemeltetett. Jelenleg a vasúti forgalom szünetel.

## Vasútvonalak
A megállóhelyet az alábbi vasútvonalak érintik:
- Középrigóc–Villány-vasútvonal

## Kapcsolódó állomások
A vasúti megállóhelyhez az alábbi állomások vannak a legközelebb:
- Kastélyosdombó megállóhely (Középrigóc–Villány-vasútvonal)
- Szörény megállóhely (Középrigóc–Villány-vasútvonal)

## Forgalom
A megállóhelyen és a rajta áthaladó vasútvonal egy részén a vasúti forgalom 2006. május 8-a óta szünetel.

## Megközelítése
A megállóhely Zádor belterületének északi szélén helyezkedik el, közúti megközelítését a falun átvezető 5809-es útból kiágazó önkormányzati út, a helyi Kossuth utca teszi lehetővé.